# Sabinópolis (ort)
Sabinópolis är en ort i Brasilien.   Den ligger i kommunen Sabinópolis och delstaten Minas Gerais, i den sydöstra delen av landet, 600 km sydost om huvudstaden Brasília. Sabinópolis ligger 714 meter över havet och antalet invånare är 9 713.
Terrängen runt Sabinópolis är kuperad åt nordväst, men åt sydost är den platt. Sabinópolis ligger nere i en dal. Närmaste större samhälle är Guanhães, 20,0 km sydost om Sabinópolis.
Omgivningarna runt Sabinópolis är huvudsakligen savann. Runt Sabinópolis är det ganska glesbefolkat, med 22 invånare per kvadratkilometer.